# 처마

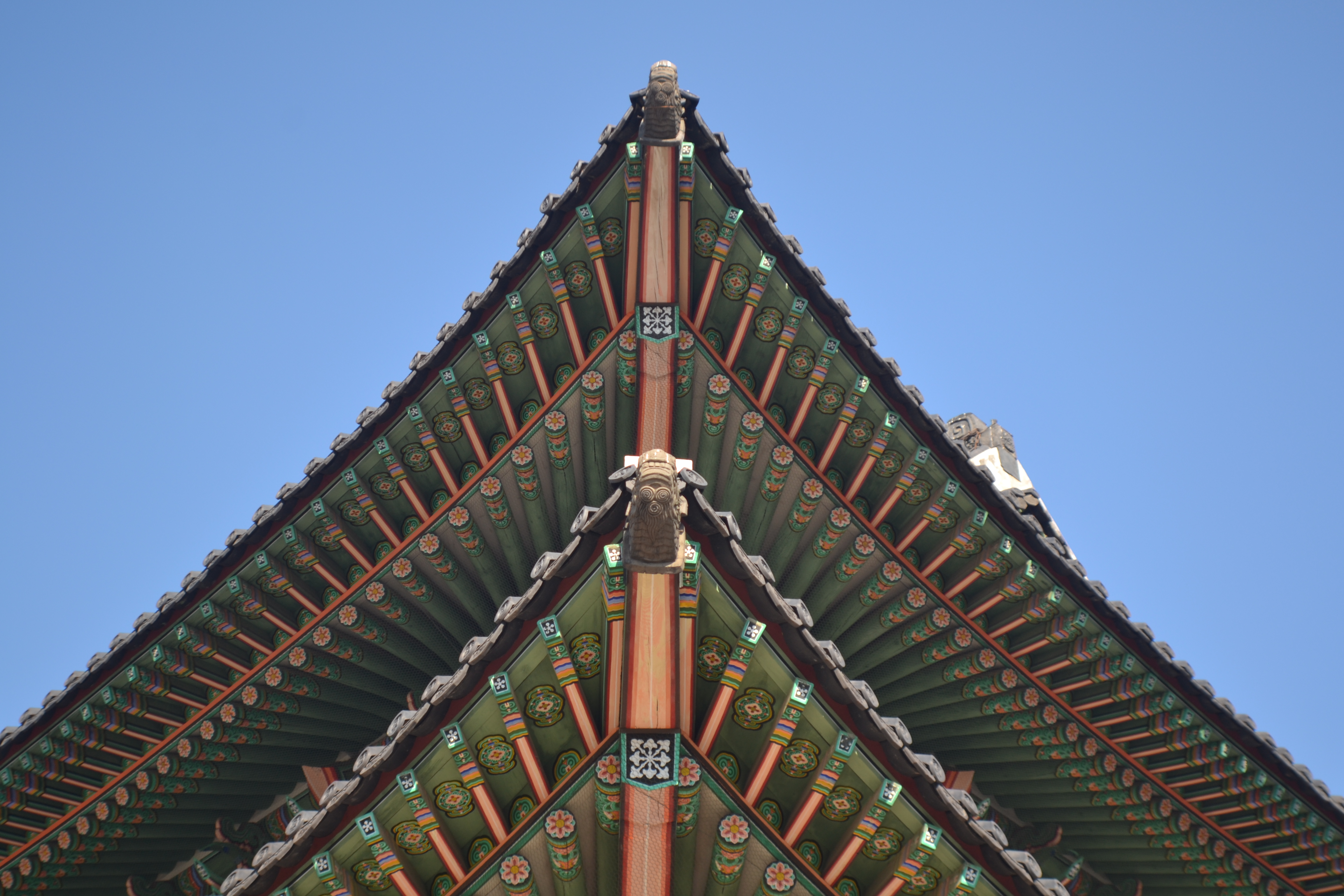
창덕궁 인정전의 처마. 겹처마 형식이며, 단청이 그려져있다.

처마(eaves)는 지붕이 도리 너머로 돌출된 부분이다. 비나 눈을 막는 기능과, 햇빛이 들어오는 양을 조절하는 기능을 가진다. '처마 아래'라는 뜻의 첨하(檐下)가 그 어원이다. 궁궐이나 사찰에는 단청을 색칠해 둔 경우가 있다.

## 종류

### 홑처마
부연이 없이 서까래로만 된 처마를 말한다.

### 겹처마
부연을 덧대어 길게 하고, 서까래 위에 덧서까래를 다시 설치한 처마다.

## 같이 보기
- 이무깃돌